# 鶴田勇気
鶴田勇気（つるた ゆうき 1965年11月15日 - ）は大阪府出身の作曲家、編曲家。フェニックスミュージック所属。血液型はA型。

## 概要
4歳からヴァイオリンを始めるが、中学生でYMOに魅せられシンセサイザーを購入、高校生でプログレに目覚め、ロックバンドを始める。数々のコンテストを経て、現在は東京都内にて、ゲーム音楽、CM音楽等多方面にて作・編曲を手掛ける。代表作は『at home』『You have a dream』など。

## 主な作品
- PRIDE 桜庭和志テーマ-The Gate To Legend (2000年) 作編曲
- トキ～（この地球の未来を見つめて）劇中曲(2003年) 作編曲
- ずっとこのまま (2003年) 作曲
- せつないシャボン玉 (2004年) 作編曲
- LoveSong探して (2004年) 編曲
- Dang Dang 気になる (2004年) 編曲
- ロックンロールプレイング (2004年) 編曲
- heron sister (2004年) 編曲
- 花が咲く景色の中で（こよみのテーマ） (2005年) 作曲
- LEMON (2005年) 作曲
- You have a dream (2006年) 作曲
- チビ鉛筆 (2006年) 作編曲
- orange (2006年) 作曲
- at home (2007年) 作曲
- Only Lonely Rain (2007年) 日比野元気との共作
- 夢みる女の子 (2007年) 作編曲
- Dreamer (2007年) 編曲
- Together (2008年) 作曲
- 姉妹どんぶり (2012年) 作曲
- 約束の光 (2013年) 作編曲
- 六本木サディスティック騎士（スマホゲームアプリ）BGM（2015年）　作曲
- 今夜は午前サマー (2016年) 作曲